# Giorgio Anselmi (pittore)

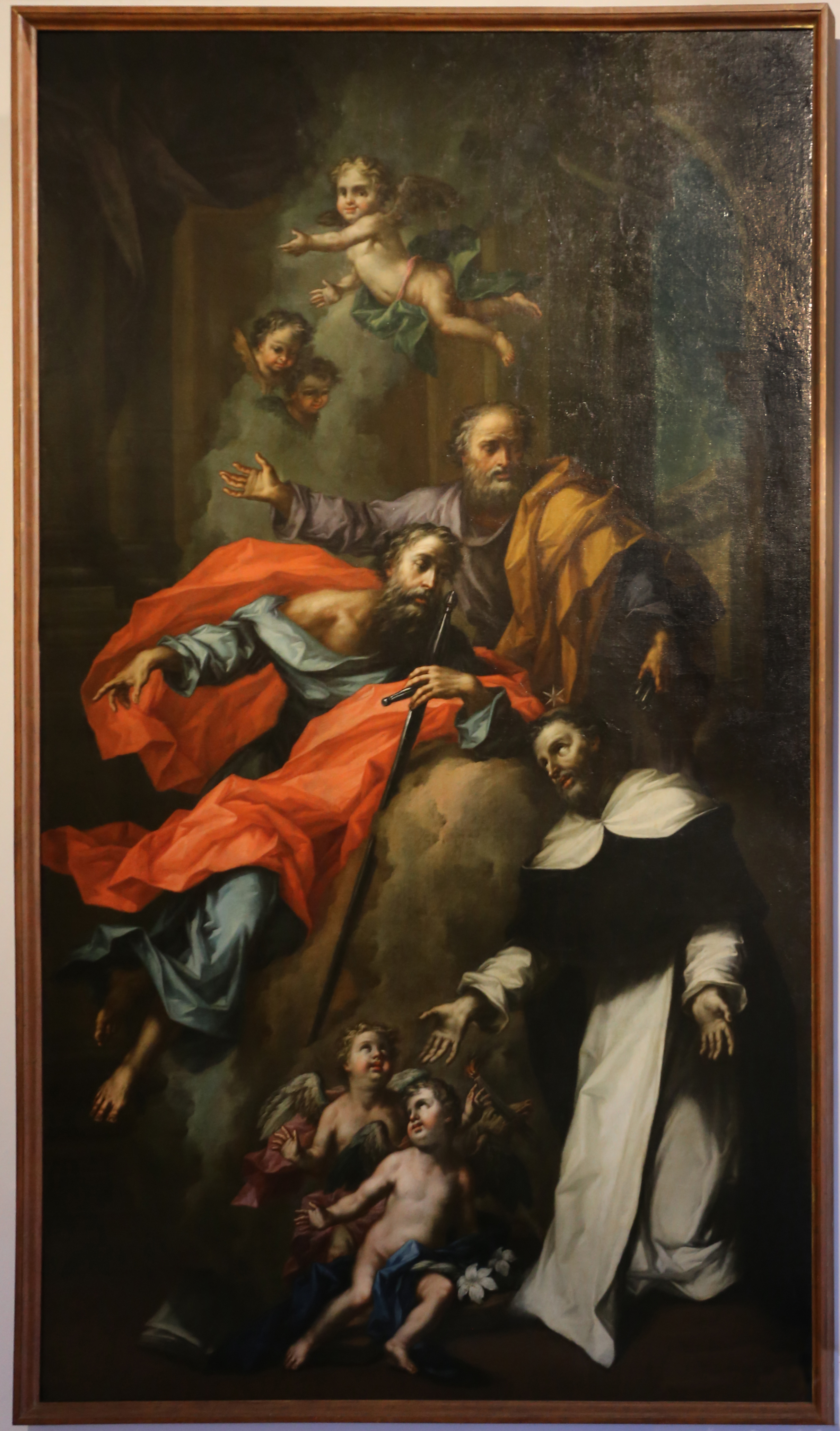
Apparizione dei santi Pietro e Paolo a san Domenico, palazzo Ducale, Mantova

Giorgio Anselmi (Badia Calavena, 5 aprile 1723 – Lendinara, 30 marzo 1797) è stato un pittore italiano.

## Biografia
Allievo del Balestra, lavorò prevalentemente in Veneto, in Lombardia, in Emilia e nel Trentino con affreschi e lavori ad olio.
Fu un artista molto considerato dai suoi contemporanei.
Nel 1741 eseguì un affresco nella Basilica-Santuario di San Luigi Gonzaga a Castiglione delle Stiviere, che rappresentava la gloria del Santo.
Il Museo di Castelvecchio di Verona espone due sue opere: Il Trionfo della Fama e Il Trionfo dell'Amore. L'ultima Cena e San Biagio che guarisce gli infermi sono all'interno della chiesa di San Procolo dal 1764. Sempre a Verona dipinse sale e soffitti nei palazzi Canossa, Erbisti e Paletta.
Nel 1769 affrescò le tre volte della chiesa parrocchiale di San Vigilio di Lodrino (Brescia) con scene della sacra scrittura.
Nel 1773 un suo elenco autografo censiva tutti i suoi quadri e affreschi. Nello stesso anno a Mantova dipinse la cupola della basilica di Sant'Andrea e alcune sale, tra queste la Sala dei Fiumi,  del Palazzo Ducale e di Palazzo Te.  Nel periodo mantovano fu il pittore più presente in città, sia per l'arte sacra, sia per quella profana.
Altro suo importante lavoro sono le cinque tele con Storie del Vecchio Testamento nella chiesa di Santa Maria Maddalena a Desenzano del Garda. Si ricorda inoltre la Gloria di San Zeno custodita nella Parrocchiale di Rivarolo del Re ed Uniti.
Nel 1795 a Lendinara iniziò a dipingere la cupola del duomo dove due anni dopo morì cadendo da un'impalcatura.

## Opere
- San Giovanni battezza Gesù, olio su tela, 1760, chiesa di San Giovanni Battista Vallà
- Decapitazione del Battista, olio su tela, 1760, chiesa di San Giovanni Battista (Vallà)
- Apostolo, affresco della navata, Chiesa parrocchiale di Sant'Agata, Villastrada (Mn);
- Assunzione della Vergine, affresco della volta, chiesa parrocchiale di Sant'Agata, Villastrada (Mn);
- Cacciata di Lucifero, affresco della volta, chiesa parrocchiale di Sant'Agata, Villastrada (Mn);
- Evangelisti, affresco del catino absidale, chiesa parrocchiale di Sant'Agata, Villastrada (Mn);
- Allegoria dello Studio[1], Camera di Commercio, Mantova;
- Allegoria del Commercio[2], Camera di Commercio, Mantova;
- La Giustizia[3], Camera di Commercio, Mantova;
- La Prudenza[4], Camera di Commercio, Mantova;
- Affreschi della volta, chiesa parrocchiale dei Santi Filippo e Giacomo, Cavalcaselle (VR);
- L'ascensione, affresco della volta, chiesa parrocchiale di San Vigilio, Lodrino (Bs);
- Abigail porta i doni a David, affresco della volta, chiesa parrocchiale di San Vigilio, Lodrino (Bs);
- Mosè invoca misericordia per il popolo ebraico caduto nell'idolatria, affresco della volta, chiesa parrocchiale di San Vigilio, Lodrino (Bs)
- Santi Carlo e Luigi Gonzaga, chiesa parrocchiale di Inzino (Gardone Val Trompia)